# تاکویاکی ۶۵۶۲
سیارک ۶۵۶۲ (به انگلیسی: 6562 Takoyaki، نامگذاری:1991VR3) شش هزار و پانصد و شصت و دومین سیارک کشف شده‌است که در ۹ نوامبر ۱۹۹۱ کشف شد.
قدر مطلق سیارک برابر ۲۱.۴ است.